# François Duvalier
François Duvalier (Port-au-Prince, 14 aprile 1907 – Port-au-Prince, 21 aprile 1971) è stato un politico e medico haitiano.
Noto con il nome di Papa Doc, fu presidente di Haiti dal 1957 e successivamente dittatore dal 1964 fino alla sua morte.

## Biografia
Nato e cresciuto a Port-au-Prince da una famiglia di martinicani, studiò per diventare medico, facendo pratica nelle campagne. Nel 1939 sposò Simone Ovide e nel 1946 divenne direttore generale del servizio sanitario nazionale. Nel 1949 fu nominato ministro sia della sanità che del lavoro. Dopo essersi opposto ad un colpo di Stato di Paul Magloire, fu obbligato a nascondersi fino alla proclamazione di un'amnistia nel 1956. Nel 1957 vinse le elezioni e rimase capo di Stato di Haiti sino al giorno della sua morte.

### Primi anni e giovinezza
Nacque e crebbe in una famiglia borghese di Port-au-Prince, in un ambiente colto e istruito. Il 15 luglio 1915, quando Duvalier aveva 8 anni, gli Stati Uniti occuparono Haiti ponendo di fatto termine all'indipendenza del Paese, che sarebbe stata ripristinata soltanto nel 1934 quando le forze armate di occupazione lasciarono lo Stato centroamericano. L'occupazione statunitense, che assunse connotazioni fortemente razziste, penalizzò molto la classe nera borghese; il giovane Duvalier, negativamente colpito, sviluppò un odio profondo verso lo Stato nordamericano e verso quello che rappresentava.
Nello stesso anno in cui l'occupazione statunitense cessò, Duvalier si laureò in medicina ed iniziò ad esercitare la professione. Contestualmente entrò a far parte del Movimento Noirista, che professava con orgoglio la riaffermazione delle radici africane. Duvalier iniziò a studiare la religione creola di Haiti, il Vudù, culto animistico originario dell'Africa Occidentale diffusissimo tra tutta la popolazione nera. Attraverso lo studio dei riti Vudù Duvalier raggiunse una profonda comprensione del modo in cui la religione dominasse la vita della popolazione haitiana, fatto che avrà un peso notevole negli anni successivi, quando avrà raggiunto il potere assoluto in seno al Paese.
Nel 1944 Duvalier ottenne una borsa di studio in Salute Pubblica all'Università del Michigan. Di ritorno dagli States, guidò un programma che aveva lo scopo di portare la medicina moderna ai contadini haitiani afflitti da una tremenda malattia delle pelle, la framboesia. Grazie all'utilizzo della penicillina Duvalier riuscì a sopraffare la malattia, spostandosi di continuo per raggiungere anche i villaggi più remoti del Paese. La sua popolarità divenne enorme e gli fu benevolmente dato il nomignolo di Papa Doc. Le credenze popolari iniziarono ad attribuirgli poteri magici, tanto che divenne opinione diffusa che le prodigiose guarigioni fossero figlie delle sue particolari doti spirituali prima ancora che delle medicine che somministrava.
Nel 1946 ebbe inizio la sua carriera politica quando fu nominato Ministro della Salute nel governo presieduto da un suo compagno Noirista, il Presidente Dumarsais Estimé. Tuttavia quattro anni dopo, a seguito di un colpo di Stato, Duvalier dovette abbandonare la carica e la scena politica, dandosi alla fuga. In clandestinità iniziò ad approfondire le sue conoscenze di filosofia politica, studiando importanti autori tra cui Marx e soprattutto Machiavelli, che lo colpì molto.
Nel 1956 un nuovo colpo di Stato depose il Presidente in carica Paul Magloire. La Nazione fu affidata ad un governo ad interim, fino a che non furono indette le elezioni presidenziali, a cui Duvalier si presentò come candidato.

### Prima elezione a Presidente
Il 22 settembre 1957, probabilmente appoggiato dall'esercito, Duvalier vinse le elezioni presidenziali. Fece una campagna elettorale di stampo populista, attaccando l'élite mulatta al potere.
La giovane storia dell'indipendenza di Haiti portava con sé una statistica inquietante. Dei 23 capi di Stato in carica tra il 1843 ed il 1915, soltanto uno era riuscito a portare a termine il proprio mandato. Duvalier si rese ben presto conto della necessità di preservare il potere con la forza. Intervenne sull'esercito e ne rimosse tutti i vertici, rimpiazzandoli con i propri uomini di fiducia. Successivamente, a seguito di un assalto fallito al palazzo presidenziale da parte di un piccolo contingente armato che aveva tentato un colpo di Stato, formò una milizia privata cui diede il nome di Volontari per la Sicurezza Nazionale, che divenne popolarmente conosciuta con il soprannome di Tonton Macoute, la cui consistenza numerica finì per superare quella dell'esercito stesso.
Nel frattempo l'ascesa di Fidel Castro a Cuba, che nel gennaio del 1959 portò a compimento la sua Rivoluzione, offrì a Duvalier l'opportunità di accreditarsi a livello internazionale come alfiere dell'anticomunismo nel Centroamerica. Sfruttando il timore degli Stati Uniti d'America che la parte francofona di Hispaniola potesse seguire le orme dei vicini cubani e ricercare un'alleanza con l'Unione Sovietica, Duvalier raggiunse un accordo con il Paese che maggiormente aveva odiato, ottenendo l'invio di massicci aiuti periodici, che utilizzò in larga parte per finanziare ed implementare la milizia che garantiva la sua sicurezza ed il suo potere.
Il 24 maggio 1959 Duvalier, che era diabetico, ebbe un collasso che lo ridusse in stato comatoso per 9 ore. Superato il coma, dopo un periodo di cura a Guantánamo, Duvalier apparve molto cambiato. Iniziò a mostrarsi in pubblico con un cappello a cilindro e una marsina neri, occhiali scuri e un sigaro in bocca, analogamente all'iconografia tradizionale del Baron Samedi, la potente divinità che, secondo la tradizione vudù attende e guida i morti nel loro viaggio verso l'aldilà. Il popolo di Haiti, o almeno una buona parte di questo, poco istruito e molto superstizioso, si convinse che Duvalier fosse Baron Samedi in persona e ciò fomentò un terrore diffuso nei suoi confronti. Le leggende sulle sue presunte capacità paranormali e parapsicologiche, già molto diffuse dai tempi in cui, da medico, aveva debellato la framboesia, si amplificarono ulteriormente.
La sua insistenza nel riferirsi al culto vudù avrebbe in seguito provocato le ire del Vaticano, sino alla scomunica del futuro dittatore, malgrado il Cattolicesimo fosse formalmente rimasta la religione di Stato ad Haiti.

### Seconda elezione e Presidente a vita[1]
Dopo aver violato la Costituzione, che non consentiva di ricoprire la carica di Presidente per più di un mandato, nel 1961 vinse nuovamente le elezioni, essendo peraltro l'unico candidato. I conteggi ufficiali furono di 1 300 000 voti a favore di Duvalier e nessuno contrario. Il New York Times definì tali elezioni le più oltraggiose della storia dell'America Latina.
Attraverso l'esercito e soprattutto attraverso i Tonton Macoute, le cui reclute permeavano tutti gli strati della società haitiana, Duvalier stabilì un "regime del terrore", con un'escalation di violenza e di repressione.
Nel 1962 il presidente degli Stati Uniti d'America John F. Kennedy, molto ostile al regime repressivo instaurato da Duvalier, decretò la sospensione degli aiuti ad Haiti, i quali vennero tuttavia ripristinati dopo l'assassinio del presidente, tragedia che fu celebrata da Duvalier, il quale tentò di instillare nella mente del suo popolo la convinzione che la morte di Kennedy fosse legata al fatto che il presidente statunitense si fosse messo contro Papa Doc, incarnazione di Baron Samedi. Dichiarò pubblicamente di aver fatto un sortilegio vudù contro Kennedy e che non era stata una coincidenza che l'assassinio fosse avvenuto il 22 novembre, poiché il 22 era il numero preferito di Duvalier, il giorno in cui era diventato per la prima volta presidente di Haiti. In tal modo Papa Doc era ormai riuscito a convincere buona parte del suo popolo che chiunque ostacolasse i suoi voleri fosse destinato a morire.
Nel giugno 1964 indisse un referendum costituzionale con lo scopo di proclamarsi presidente a vita. La schiacciante vittoria del "sì" con il 99,9% dei voti venne pubblicamente ascritta da Duvalier "non per un suo capriccio ma per la ferrea volontà del popolo haitiano".
Sempre nell'estate del 1964 un gruppo di 13 haitiani residenti a New York, membri del gruppo "Jeune Haïti", decise di far rotta verso Haiti per dar vita ad una rivoluzione sull'esempio dell'azione delle forze di Fidel Castro a Cuba. Il progetto di riprodurre la guerriglia castrista della Sierra Maestra naufragò miseramente, ostacolato anche dalla differente geografia delle montagne di Haiti, povere di alberi e di vegetazione. Le milizie di Duvalier, infiltrate ovunque, rintracciarono i ribelli e nell'arco di pochi mesi posero fine alla guerriglia, uccidendo 11 membri del gruppo ed imprigionando gli ultimi 2, che vennero a loro volta giustiziati a Port-au-Prince il 12 novembre. Duvalier dichiarò la festività nazionale e fece in modo che alcune scolaresche fossero condotte sul luogo dell'esecuzione, per mostrare loro quel che succedeva ai nemici di Haiti. Le fucilazioni furono filmate e trasmesse in televisione per diverse settimane. Nel corso dei mesi della guerriglia, avendo scoperto che la maggior parte dei ribelli erano originari della città di Jérémie, una roccaforte dell'opposizione, Duvalier scatenò la sua ira sulla città. Il regime si rese colpevole dello sterminio di diverse famiglie, senza distinzione alcuna tra uomini, donne e bambini.

### Regime del terrore
Nel suo paese Duvalier fece ricorso sia all'assassinio sia all'espulsione per liberarsi dei propri avversari politici. Si stima che le persone assassinate siano state più di 30 000. Attacchi a Duvalier da parte dei militari furono trattati con particolare durezza; nel 1967 l'esplosione di alcune bombe nei pressi del palazzo presidenziale ebbe come conseguenza l'esecuzione di venti ufficiali della Guardia presidenziale.
Duvalier si dimostrò capace di praticare il terrore tra i propri sudditi servendosi della violenza, ma anche sfruttando la superstizione, attraverso l'uso distorto della cultura vudù. Il culto della personalità del Presidente Duvalier era arrivato al punto di metter in circolazione migliaia di volantini con l'immagine di Cristo che posava una mano sulla sua spalla, con la scritta «Io l'ho scelto»; Papa Doc incoraggiava la devozione nei propri confronti e diffondeva ad arte racconti di oppositori trasformati in zombi.
Il regime dittatoriale proseguì ben oltre la sua morte, avvenuta il 21 aprile 1971, con la proclamazione del figlio diciannovenne Jean-Claude Duvalier, detto Baby Doc, come successore.

## Film
- The Agronomist, di Jonathan Demme[non chiaro]
- Il serpente e l'arcobaleno, di Wes Craven[non chiaro]